# Элиот, Джон (политик)
Сэр Джон Элиот (англ. Sir John Eliot (11 апреля 1592, Порт-Элиот, Юго-Западная Англия — 27 ноября 1632, Тауэр) — английский государственный деятель, сын Ричарда Элиота, представителя старинного рода из Девоншира, обосновавшегося в Корнуолле.

## Биография
Джон Элиот родился в резиденции своего отца в Порт-Элиот в Корнуолле. 4 декабря 1607 года поступил в Эксетерский колледж Оксфорда, но через три года оставил университет, после чего изучал право в одном из судебных инн. Он также провёл несколько месяцев в путешествиях по Франции, Испании и Италии, часть их проделав с молодым Джорджем Вильерсом, впоследствии герцогом Бэкингемом. Элиоту было всего двадцать два года, когда в 1614 году он начал парламентскую карьеру как депутат от посёлка «St Germans» во «всеобщем парламенте». В 1618 году он был посвящён в рыцари, а в следующем году благодаря патронажу герцога Бэкингемского получил назначение на пост вице-адмирала графства Девон с широкими полномочиями для защиты и контроля торговли на этой территории. Вскоре чрезмерно энергичное выполнение обязанностей привело к большим трудностям для Элиота. После многих попыток в 1623 году ему удалось хитрым, но опасным манёвром привлечь на свою сторону знаменитого пирата Джона Натта, который в течение многих лет терроризировал южное побережье, нанося огромный ущерб английской торговле. Пират, имея влиятельного покровителя при дворе в лице сэра Джорджа Калверта, государственного министра, был помилован, в то время как вице-адмирал Джон Элиот из-за необоснованных расходов был арестован, направлен в тюрьму Маршалси и удерживался там почти четыре месяца.
Через несколько недель после своего освобождения Элиот был избран членом парламента от Ньюпорта (февраль 1624 года). 27 февраля он произнёс свою первую речь, в которой сразу проявил себя как талантливый оратор, смело требуя, чтобы свободы и привилегии парламента, отменённые Яковом I в период предыдущего парламента, были возвращены и закреплены. В первом парламенте при Карле I в 1625 году он призвал к исполнению законов против католиков. Между тем он продолжал оставаться другом и сторонником герцога Бэкингемского и активно одобрял войну с Испанией. Некомпетентность Бэкингема, однако, и недобросовестность, с которой он и король продолжали подавлять парламент, в итоге полностью оттолкнули Элиота от правительства. Недоверие к его бывшему другу быстро превратилось в восприимчивом уме Элиота к уверенности в его преступных устремлениях и измене своей стране. Вернувшись в парламент в 1626 году в качестве депутата от «St Germans», он оказался, в отсутствие других вождей оппозиции, поддержку которых король обеспечил себе назначением их шерифами, лидером палаты. Элиот сразу потребовал провести расследование недавнего бедствия в Кадисе. 27 марта он выступил с открытой и дерзкой нападкой на герцога Бэкингемского и его администрацию, названную им злой. Не испугавшись угрозы вмешательства короля 29 марта, Элиот убедил палату отложить фактическое предоставление субсидий и направить ремонстрацию королю, заявив о праве палаты рассматривать поведение министров. 8 мая он стал одним из руководителей, которые внесли предложение об импичменте Бэкингема в Палату лордов, а 10 мая Элиот выступил с обвинениями против него, сравнив во время своей речи Бэкингема с Луцием Элием Сеяном. На следующий день Элиот был отправлен в Тауэр. Тогда Палата общин приняла решение приостановить деятельность до тех пор, пока Элиот и заключённый с ним сэр Дадли Диггес остаются в тюрьме. В итоге заключённые оказываются на свободе, но парламент распускают 15 июня. После этого Элиот был немедленно отстранён от должности вице-адмирала Девон, а в 1627 году он был снова заключён в тюрьму за отказ платить принудительный налог, но освобождён незадолго до созыва парламента 1628 года, в который он вошёл в качестве депутата от Корнуолла. Элиот присоединился в организованному тогда сопротивлению произволу в налогообложении, активно занимался продвижением Петиции о праве, продолжил своё откровенное осуждение Бэкингема и после убийства последнего в августе предпринял нападку во время сессии парламента 1629 года на ритуалистов и арминиан.
В феврале в обсуждениях на повестке дня оказался важный вопрос о праве короля взимать пошлины с веса товаров, и после приказа короля парламенту отсрочить это обсуждение, спикер, сэр Джон Финч, оставил своё кресло Холлису, в то время как резолюции Элиота против незаконного налогообложения и нововведений в религии были зачитаны в Палате. В результате Элиот с восемью другими депутатами был арестован 4 марта и заключён в Тауэр. Во время допроса он отказался отвечать, опираясь на свои привилегии депутата парламента, и 29 октября был переведён в Маршалси. 26 января он появился на суде королевской скамьи, вместе с Холлесом и Валентайном, обвиняемый в заговоре с целью противостоять приказам короля. Отказавшись признать юрисдикцию этого суда, Элиот был оштрафован на 2000 фунтов и приговорён к заключению в тюрьму по прихоти короля и до тех пор, пока он не выкажет ему своё повиновение. От этого он решительно отказался. В то время как некоторым из заключённых, по всей видимости, были предоставлены определённые свободы, условия заключения Элиота в Тауэре были исключительно тяжёлыми. Гнев Карла был направлен главным образом именно против него, не только как против его непосредственного политического противника, но и как обвинителя и злейшего врага герцога Бэкингемского.
Находясь в тюрьме, Элиот написал несколько работ: «Negotium posterorum», отчёт о деятельности парламента в 1625 году; «The Monarchie of Man», политический трактат; «De jure majestatis, a Political Treatise of Government»; «An Apology for Socrates», сочинение в свою защиту. Весной 1632 года его душевное здоровье окончательно расстроилось. В октябре он подал прошение Карлу с разрешением переехать в деревню, но разрешение покинуть тюрьму можно было получить только ценой выказывания повиновения, от чего он в итоге отказался.

## Смерть
Сэр Джон Элиот умер 27 ноября 1632 года. Когда его сын попросил разрешение на перевозку тела отца в Порт-Элиот, Карл, который все еще сохранял обиду на умершего, отказал с коротким комментарием: «Пусть Сэра Джона Элиота похоронят в церкви того прихода, где он умер».

## Личная жизнь
Элиот был женат на Радагунд, дочери Ричарда Геди из Требурсё в Корнуолле, от которой у него было пять сыновей и четыре дочери.
- Эта статья (раздел) содержит текст, взятый (переведённый) из одиннадцатого издания «Британской энциклопедии», перешедшего в общественное достояние.